# Frederico Bruestlein
Frédéric Brüstlein, também conhecido como Frederico Bruestlein (Mulhouse, 25 de maio de 1835 – Joinville, 22 de fevereiro de 1911), foi um empresário, engenheiro e político franco-brasileiro. Foi administrador de bens e procurador do príncipe Francisco d'Orléans, deputado provincial de Santa Catarina, diretor da Colônia Dona Francisca, presidente da Câmara Municipal e posteriormente Superintendente de Joinville.

## Formação e vinda ao Brasil
Brüstlein nasceu em Mulhouse, Alsácia, França em  25 de maio de 1835, filho de Catarina Brüstlein e Peter Brüstlein.
Formou-se em engenheiro civil pela École Nationale des Ponts et Chaussées (ENPC) (Escola Nacional de Pontes e Estradas), em Paris, França.
Brüstlein chegou ao Brasil em 23 de junho de 1863, foi nomeado administrador de bens e procurador de Francisco d'Orléans, príncipe de Joinville e de Henrique, duque de Aumale. O príncipe e o duque ambos tinham bens na região que atualmente é Joinville, Santa Catarina.
Em 1870, construiu a Maison de Joinville (Casa de Joinville, em português), o Palácio dos Príncipes, que atualmente abriga o Museu Nacional de Imigração e Colonização em Joinville.
Em 1878, Brüstlein comprou de um amigo na França uma embarcação movida a vapor, Vedette, que trouxe ao Brasil e renomeou para Vapor Babitonga. Foi a primeira embarcação movida a motor a chegar em águas joinvillenses. Dois anos após solicitar, Brüstlein conseguiu a concessão do governo da Província catarinense para efetuar viagens entre São Francisco do Sul, Joinville e Paraty (atual Araquari), iniciando atividades em 2 de junho de 1880.
Em 1883, Brüstlein construiu um estaleiro em Joinville, onde foi fabricada uma segunda embarcação, chamada Vapor Dona Francisca, também usada para transporte de passageiros.
Brüstlein naturalizou-se brasileiro em 1880.
Brüstlein faleceu às 10h da manhã do dia 22 de fevereiro de 1911, no Palácio dos Príncipes, em Joinville, devido à complicações causadas pela doença que estava acometido, arteriosclerose. Descrito por um jornal da época como um "homem de caráter nobre", relata-se que em seu funeral compareceram um grande número de populares, além de autoridades de outras cidades, uma banda musical e o Corpo de Bombeiros, uniformizado. Brüstlein foi enterrado no cemitério católico da cidade.
| “                                                                                             | É precisamente no setor da colonização, que ressaltam os maiores méritos de F. Brustlein. Sem a sua perspicácia, o seu senso prático, a sua força de vontade, aliados à sua brandura. Joinville não teria alcançado o desenvolvimento que teve, e não seria a cidade que hoje realmente é. Somente um homem que possui a compreensão exata das condições dificílimas dos imigrantes estabelecidos numa colônia recém-fundada e somente quem se compadece da miséria de seus semelhantes, pode alcançar o que ele conseguiu. Não haverá, de certo, expressão mais dignificante para um homem em posição de tamanha responsabilidade, do que aquela que se ouvia em toda a parte, por ocasião de sua despedida do cargo: "Um Brustlein não teremos nunca mais!" — expressão esta ainda inúmeras vezes confirmada, em todas as ruas e estradas. | ” |
| — Trecho de obituário publicado no Kolonie-Zeitung (Jornal da Colônia), em fevereiro de 1911. | |   |

## Carreira política

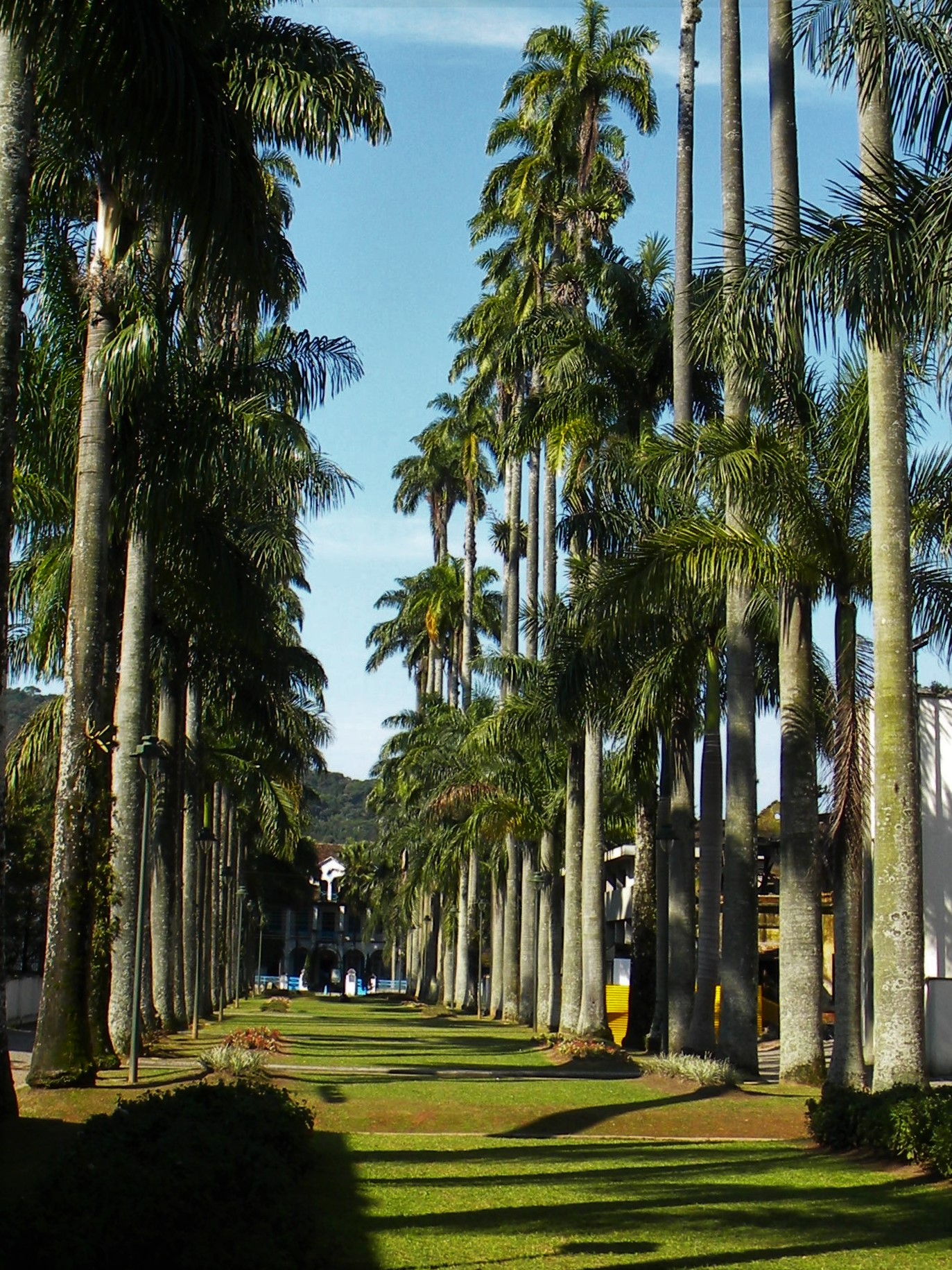
Patrimônino Histórico e Artístico Nacional, a Alameda Brüstlein, nomeada em sua homenagem, foi seu projeto.

Brüstlein era filiado ao Partido Conservador e era um abolicionista intransigente, tendo, antes mesmo da Lei Áurea, possibilitado a libertação de um escravo, emprestando-lhe o valor exigido por seu dono para a alforria. Ele contratou o escravo para trabalhar em sua residência, descontando mensalmente o valor da dívida do empréstimo.
Em 6 de junho de 1875, foi empossado diretor da Colônia Dona Francisca (atual Joinville). Em sua administração, Brüstlein solicitou a Johann Niemeyer que trouxesse do Jardim Botânico do Rio de Janeiro sementes de palmeiras imperiais e mandou plantá-las no jardim da Maison de Joinville, onde é atualmente a Alameda Brüstlein (também conhecida como Rua das Palmeiras), nomeada em sua homenagem e tombada como Patrimônio Histórico e Artístico Nacional, pelo Decreto Municipal número 12.276, de 2005.
Durante essa administração, em 1878, Brüstlein precisou lidar com a "Marcha Sobre Joinville", quando colonos de São Bento do Sul tiveram más colheitas ou tiveram suspensos seus pagamentos como trabalhadores na construção da Estrada Dona Francisca. Revoltados 300 colonos se armaram para descer e invadir Joinville. Avisados de antemão, o delegado de polícia Frederico Jordan, Etienne Douat e Frederico Brüstlein, reuniram joinvilenses capazes de defender a cidade e esperaram os revoltosos à cerca de um quilômetro da cidade. Ali, os líderes joinvilenses chamaram os colonos de São Bento à razão. Admoestados, estando diante de uma guarda de defesa e cansados da longa marcha, estes depuseram as armas.
Brüstlein foi duas vezes deputado provincial de Santa Catarina: na 25.ª Legislatura, entre 1884 e 1885 e na 27.ª legislatura, entre 1888 e 1889.
De 7 de janeiro de 1887 a 15 de janeiro de 1890, Brüstlein presidiu a Câmara Municipal de Joinville. Durante a sua gestão fez várias obras na cidade, como a parcial canalização do Rio Cachoeira, que possibilitou a construção do cais no lado direito do rio e obras de encanamento. Posteriormente, entre 16 de abril de 1895 e 6 de janeiro de 1899, foi superintendente (equivalente ao cargo de prefeito atualmente) da cidade.